# Município de Wayne (condado de Clinton, Ohio)
O município de Wayne (em inglês: Wayne Township) é um município localizado no condado de Clinton no estado estadounidense de Ohio. No ano de 2010 tinha uma população de 716 habitantes e uma densidade populacional de 8,75 pessoas por km².

## Geografia
O município de Wayne encontra-se localizado nas coordenadas 39° 25′ 01″ N, 83° 37′ 55″ O. Segundo a Departamento do Censo dos Estados Unidos, o município tem uma superfície total de 81.79 km², da qual 81,72 km² correspondem a terra firme e (0,09 %) 0,08 km² é água.

## Demografia
Segundo o censo de 2010, tinha 716 pessoas residindo no município de Wayne. A densidade populacional era de 8,75 hab./km². Dos 716 habitantes, o município de Wayne estava composto pelo 96,93 % brancos, o 0,56 % eram afroamericanos, o 0,28 % eram amerindios, o 0,14 % eram asiáticos e o 2,09 % eram de uma mistura de raças. Do total da população o 0,56 % eram hispanos ou latinos de qualquer raça.